# 陕西大学堂
陕西大学堂是1902年在西安建立的一所现代高等学府，为现西北大学前身，被认为是中国西部最早的高等学府